# イオングループ

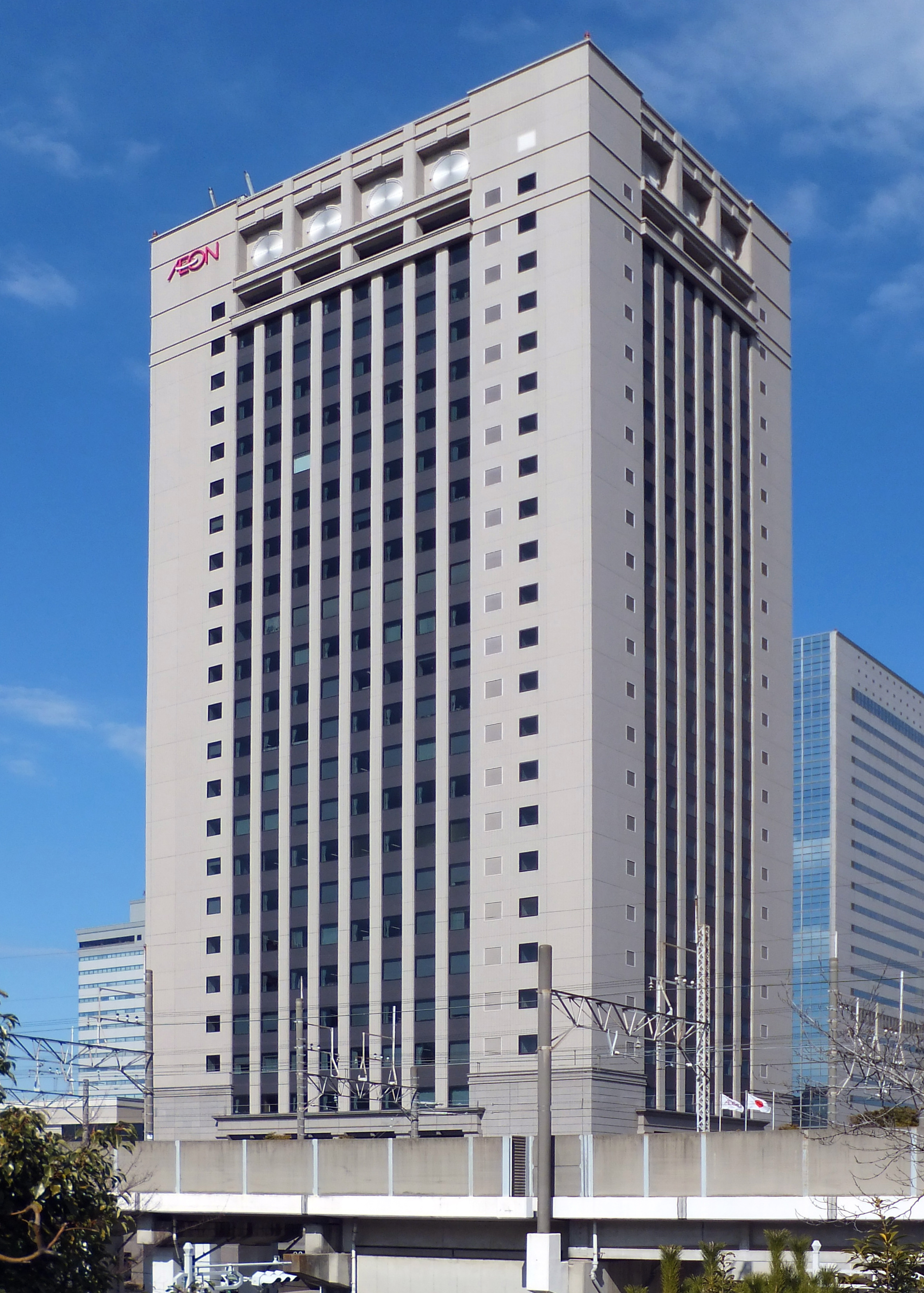
イオンタワー（千葉県千葉市美浜区に所在するイオングループの本社ビル）

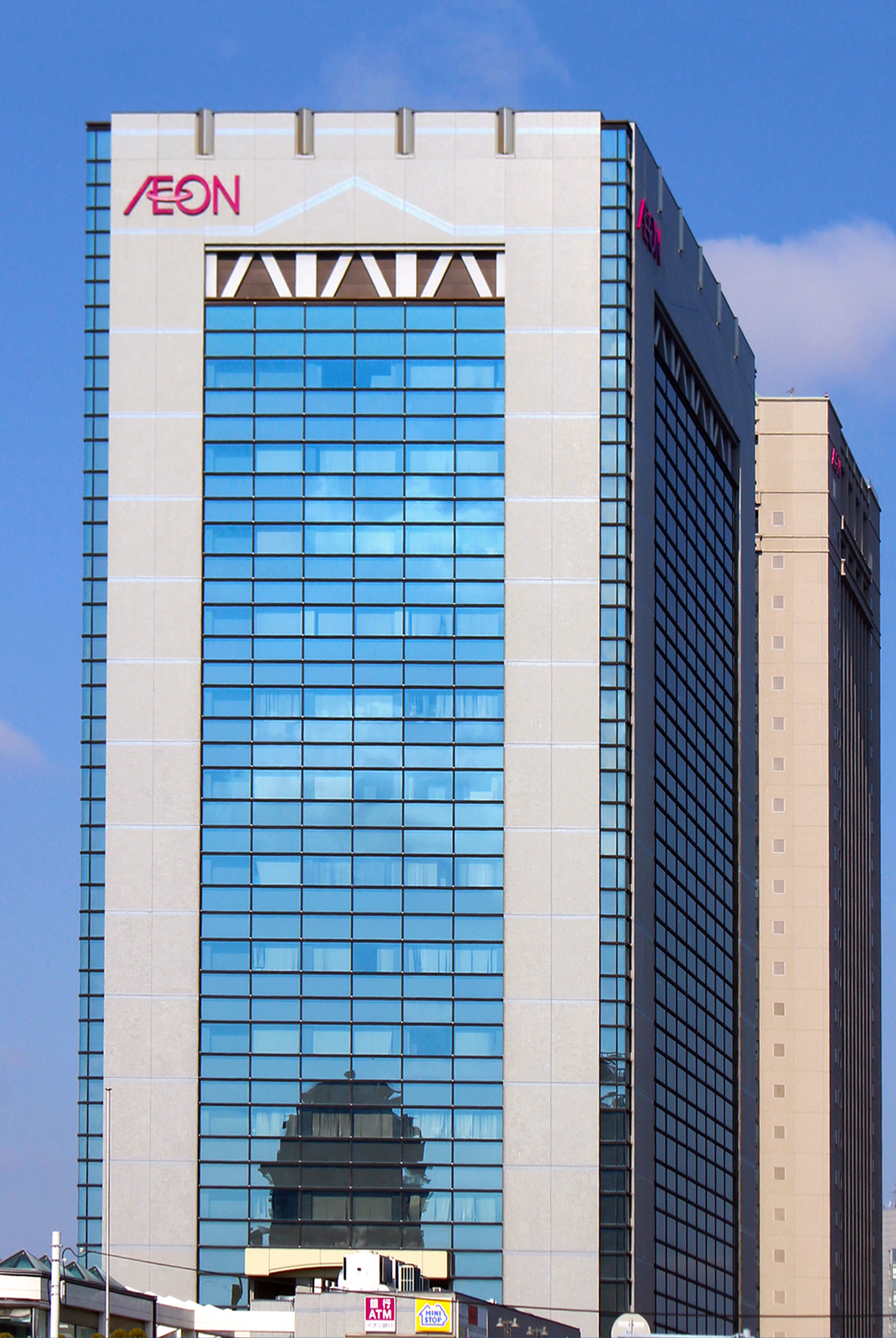
イオンタワーアネックス（千葉県千葉市美浜区に所在する本社ビル別棟）

イオングループ（英: AEON Group）は、千葉県千葉市美浜区の幕張新都心に本社を置くイオン株式会社（英: AEON Co., Ltd.、旧：ジャスコ株式会社）を純粋持株会社、イオンリテール株式会社（英: AEON RETAIL Co., Ltd.）を中核として日本国内外300社以上の企業で構成される大手流通企業グループの総称。各社の展開する店舗ブランドの詳細については「イオングループの商業ブランド」を参照。

## 概要
1989年、グループ名を「ジャスコグループ」から「イオングループ」へ改称した。その後、2001年8月21日の社名変更を機に、イオン（持株会社）は同社グループの呼称についても単に「イオン」と制定している。ただし、本項目では、"説明に際しての曖昧性"を回避する目的から、グループに関しては「イオングループ」、イオン（持株会社）に関しては「イオン本社」と表記する。
2008年8月20日までは、統括会社（事業持株会社）のイオン本社がマイカル、マックスバリュ地域会社、イオンクレジットサービスなどの主要子会社や、タカキューなど持分法適用会社と共にグループを形成し、イオン本社を中心に求心力のあるグループ体制を目指していた。
しかしジャスコ時代より、他社とのゆるやかな連携（「連邦制経営」と称していた）で発展してきたことから、持分法適用関連会社群のみならず連結子会社群の中にもグループ入り前の独自色を残す企業が多数存在しており、これによって事業分野の重複が発生していた。
これを解消すべく、同年8月21日付でイオン本社の会社分割により、同社にはグループ統括機能（持株会社）のみを残し、小売業を中心とした事業部門は事業会社（イオンリテールなど）に承継した。
グループ草創期の旧ダイヤモンドシティ（現：イオンモール）の設立以来、ショッピングセンター開発を中心に三菱商事との関係を深めている。実際、近年の積極的な店舗展開を支えるために提携を強化しており、三菱商事がイオン本社の筆頭株主になったりと、店舗開発では投資法人などのJ-REIT不動産投資信託の活用も目立ってきている。
なお、ロゴ並びに呼称の類似するイーオンやイオン化粧品とは無関係である。また、創業時の屋号は「岡田屋」だが、現存する横浜岡田屋とも無関係である。

## 特徴

### スローガン
グループスローガンは「木を植えています - 私たちはイオンです（英語: Planting Seeds of Growth - We are AEON）」で、環境活動を中心に永続性への投資を行う企業姿勢をあらわす。
加えて、2004年9月・からは「singing♫AEON」（シンギング・イオン）も使用されているが、こちらは基本的にイオン北海道・イオンリテール・イオン九州・イオン琉球（旧：琉球ジャスコ）のショッピングセンターと、一部のMaxValu運営法人などが使うブランドメッセージとなっている。

### 企業の方向性
イオン本社によるトップマネジメントを強化してきた中で、近年大きな問題となっているのが、事業分野の重複である。特に大きな問題となっているのが「大型ショッピングセンター」の分野である。
イオンリテールおよび地域子会社（後述）は、それ自体も大型ショッピングセンター事業を行っている。しかし、グループ内にはほかにも大型ショッピングセンターの開発・運営を専門に行う企業としてイオンモールがある。過去には三菱商事との合弁による同業態のダイヤモンドシティも存在した（後にイオンモールへ合併）。
これらの企業が展開するショッピングセンターは、以前は大半が「イオン○○ショッピングセンター」という名称だった。しかし内部構成はセンター自体の運営がイオンモールで、スーパー部分の運営がイオン本社が行う体制であったり、センターとスーパー両方の運営をイオン本社が行う体制であったりと、統一されていなかった。そこでセンターの運営形態を明確にするため、2007年9月22日、イオンモールとダイヤモンドシティとの合併を機に、イオンモールが運営するショッピングセンターの名称を原則として「イオンモール○○」に統一した（一部例外あり）。その後、イオンモール以外が運営するモール型のショッピングセンターに関しては、2011年11月21日付で「イオンモール○○」と改称された。
総合スーパー部門「ジャスコ」ブランドにおいては、地域ごとの再編成をほぼ終えた（イオン北海道、マックスバリュ長野、イオン九州、イオン琉球（旧：琉球ジャスコ）、イオンリテール）が、今後はこうした重複する事業分野をどう整理していくのかが重い課題となっている。2008年8月21日の純粋持株会社体制への移行に際し事業部門が12分野（持株会社を除く）に整理され、事業部門名称の変更や一部事業部門の移籍（一部グループ企業）を行っている。
2010年10月、イオンリテールを存続会社として同年12月にイオンマルシェ、2011年3月にマイカルを合併して、売上規模が2兆円以上という総合小売企業を発足させ、店舗ブランドを「イオン」に統一すると発表。イオン北海道・イオン九州・琉球ジャスコ（当時）も同じく各社が展開していた「ジャスコ」・「サティ」・「ポスフール」（北海道）を「イオン」へ統一することを発表。2011年3月付で（一部店舗を除き）すべての店舗ブランドを「イオン」に統一し、総合スーパーのブランド再編も完了した。
2008年4月、3か年の中期経営計画の最終年度となる2010年度までに、傘下の総合スーパー（GMS）約100店舗を閉鎖する方針を明らかにした。これまで、国内におけるイオンのGMSは拡大基調で、積極的な出店と合併で600店舗あったが、今後は不採算店舗から売却や食品スーパーなどへの業態転換、閉鎖を検討する。今後は、人口減少で市場が縮小する国内店舗は減少させるが、成長が見込める中国やアジアへの出店を進める方針である。

### プライベートブランド
グループのプライベートブランドとして「トップバリュ」（TOPVALU）を展開しており、連結子会社のみならず、持分法適用関連会社群をはじめとした業務・資本提携先企業群でも同ブランドの商品が販売させており（従来の各社のプライベートブランドの一部を置き換えさせている場合もある）、これには丸紅と共同でイオンが事業再建に協力しているダイエーも含まれる（ダイエーの場合、セービングからトップバリュへ）。

## グループ企業
各社の展開する店舗ブランドの詳細については「イオングループの商業ブランド」を参考のこと。

### 純粋持株会社
- イオン株式会社 - イオングループの企業を統括する純粋持株会社。同社の営んでいた小売事業は、イオンリテールへ承継された（後述）。

### GMS（総合スーパー）事業
この事業には、ホームセンターやスーパーセンターを担う事業、GMSへの出店を主とする専門店を運営する企業が含まれる。店舗ブランドなどの詳細は各社の項を参照。
- イオンリテール株式会社 - 関東・中部・近畿・中国・四国の各地方において「イオン」「イオンスタイル」「そよら」「清水フードセンター」などを運営。
以前から「商号保全」を目的に存在していたが、2008年8月21日付でイオン本社が運営していた全店舗を引き継いだ。設立当初は不採算店舗の整理を優先していたが、イオンマルシェ（2010年12月）とマイカル（2011年3月）を合併しイオングループの中枢企業となった。2023年3月には清水商事を吸収合併し、新潟市内に展開するスーパーマーケット「清水フードセンター」の運営を引き継いだ。
  - イオンリカー株式会社 - 2013年3月にイオンリテールからリカー事業の一部を分割により継承し発足。
東京、神奈川、埼玉における直営店の運営のほか、インターネットによる通信販売、四国など一部地域のイオンリテールやイオンモールの店舗において直営飲食店の運営、イオングループを中心に卸売り事業やコンサルタント事業を行っている。
- イオン北海道株式会社 - 北海道の「イオン」「イオンスーパーセンター」「マックスバリュ」「ザ・ビッグ」などを運営。前身は、旧マイカル北海道から分離独立したポスフール。
2007年8月21日、イオン本社の吸収分割により、同社の道内店舗を統合して社名変更。2020年3月にはマックスバリュ北海道を吸収合併し、同社が運営していた「マックスバリュ」「ザ・ビッグ」「札幌フードセンター」の運営を引き継いだ。なお、「いちまる」は店舗の閉店に伴い、2021年8月末を以って運営を終了している。
- イオン東北株式会社 - 東北地方の「イオン」「イオンスタイル」「イオンスーパーセンター」「マックスバリュ」「ザ・ビッグ」などを運営（宮城と福島では「イオン」「イオンスタイル」「イオンスーパーセンター」のみ展開）。前身は、マックスバリュ東北。
2014年3月、マックスバリュ北東北を吸収合併。2020年3月、イオン本社の完全子会社になると共に、イオンリテールから東北地方の「イオン」「イオンスタイル」「イオンエクスプレス」における食品およびデイリーコンビニエンス事業とディベロッパー事業を承継し現社名へ変更した。2021年9月、イオンリテール東北事業本部を統合したことにより、東北地方での総合スーパーの運営を一本化。2025年3月にイオンスーパーセンター株式会社を吸収合併し、同社が運営していた「イオンスーパーセンター」の運営を引き継いだ。
- イオン九州株式会社 - 沖縄を除く九州地方の「イオン」「イオンスタイル」「マックスバリュ」「ザ・ビッグ」ならびにホームセンターの「ホームワイド」（山口県）などを運営。前身は、福岡ジャスコ（後の九州ジャスコ）。
ジャスコ地域法人（九州）を段階的に統合した上で、ホームワイド（2003年9月）、マイカル九州（2007年8月）を吸収合併。2020年9月付でマックスバリュ九州とイオンストア九州を吸収合併し、マックスバリュ九州が運営していた「マックスバリュ」（マックスバリュくらし館・マックスバリュハローを含む）「レッドキャベツ」「COCOSA B1」「ザ・ビッグ」の運営および旧ダイエー店舗の「イオン」「イオンスタイル」の資産管理を引き継いだ。
  - 株式会社ジョイフルサン - 長崎県（長崎市・西彼杵郡時津町）に食品スーパーを展開。現法人は初代法人の経営再建支援を目的にあなぶき興産九州（現:穴吹興産）の出資により株式会社ジョイフルサンアルファとして設立された2代目である。2025年7月1日に穴吹興産が保有していた全株式をイオン九州が取得して100%子会社化して商号変更し、イオングループ入りした。
- イオン琉球株式会社 - 沖縄の「イオン」「マックスバリュ」「ザ・ビッグ」などを運営。2011年5月21日付で琉球ジャスコから現社名へ変更。
- 株式会社サンデー - 東北地方のホームセンター「サンデー」「サンデー ホームマート」を展開するほか、同地方のイオンスーパーセンターの一部店舗にもコンセッショナリー（看板がない専門店）業態で出店している。2015年9月にジョイ[4]を吸収合併。2018年5月には「ジョイ」全店舗を「サンデー」へ統合した。
- イオンバイク株式会社 - 自転車専門店「イオンバイク」の運営のほか、自転車関連事業の開発・運営も行う。2012年9月、イオンリテールから関東地方における「イオンバイク」の運営を承継。
- イオンベーカリー株式会社 - 焼きたてパン専門店「カンテボーレ」や「パン工場」を運営。2011年3月、マイカルカンテボーレとイオンベーカリーシステムの統合により発足。
- オリジン東秀株式会社 - 関東地方を中心に、外食チェーンの「れんげ食堂Toshu」や「中華東秀」を運営。この他、弁当や惣菜販売を展開。
2006年にドン・キホーテが買収に動いた際、イオン本社がホワイトナイトとなる形でTOBが成立しグループ入りした。その後はイオンやダイエーの惣菜売場にも出店している。
- トップバリュコレクション株式会社 - 2010年3月設立。グループのGMSに出店する同名のカジュアル衣料専門店の運営を行うほか、衣料品の企画・開発も行う。
同年8月27日にジャスコ津田沼店（現：イオン津田沼店）とイオン幕張店（現：イオン海浜幕張店）内に2店舗同時オープンした。

### SM（スーパーマーケット）事業
この事業には、小型店を運営する企業が含まれる。店舗ブランドなどの詳細は各社の項やイオングループの商業ブランドを参照。
- イオンマーケットインベストメント株式会社 - 首都圏でスーパーマーケット事業を展開する U.S.M.H の持株会社。
  - ユナイテッド・スーパーマーケット・ホールディングス株式会社 - 2015年3月2日、マックスバリュ関東・マルエツ・カスミの経営統合に伴い設立した共同持株会社。
イオン本社と丸紅の共同出資。略称である U.S.M.H を用いることが多い。
    - マックスバリュ関東株式会社 - 千葉、東京、埼玉、神奈川（一部店舗のみ）にて「マックスバリュ」「マックスバリュエクスプレス」を運営。
2013年5月からはイオンエブリから「つるかめランド」の一部店舗を承継し同店舗ブランドの運営も手掛けるようになる。その後、順次「マックスバリュ」「マックスバリュエクスプレス」へ統一した。
    - 株式会社マルエツ - 東京、神奈川、千葉、埼玉、茨城、栃木にて「マルエツ」「マルエツ プチ」「リンコス」などを運営。
かつての親会社であるダイエーの経営再建の過程で、丸紅とイオン本社との資本業務提携が行われた。後に、イオン本社の持分法適用関連会社になった。2002年、マイカルから食品スーパー「ポロロッカ」を買収した。
    - 株式会社カスミ - 茨城を中心に、千葉、埼玉、栃木、群馬、東京にて「カスミ」「フードスクエア」「FOODストッカー」などを運営。2003年にグループ入り。
    - 株式会社いなげや - 東京の西部地域を中心に、スーパーマーケットを展開する。
イオン本社が筆頭株主であり、プライベートブランドの「トップバリュ」も扱う。「稲毛屋」の名前は、稲毛三郎重成をあやかったもの。2024年経営統合。
- 株式会社フジ - 兵庫県の一部地域及び中四国地域に「フジ」「マックスバリュ」「マルナカ（パワーシティ・スーパーセンター・マールを含む）」「ザ・ビッグ」及びショッピングセンターの「フジグラン」などを運営。元々はイオン本社の持分法適用関連会社であったが、2022年3月1日付で連結子会社となり、傘下にフジ・リテイリング（フジの総合小売事業を承継したことに発足）とマックスバリュ西日本の2社を置く体制となったが、2024年3月1日付で子会社2社を吸収合併して2年ぶりに事業会社に戻り、兵庫県の一部と中四国における「フジ」・「マックスバリュ」・「マルナカ」・「ザ・ビッグ」の運営が一体化された。また、旧フジ・リテイリングではユニー・イズミヤ・サンリブと共同開発したプライベートブランド「styleone」を取り扱っていたが、2023年8月末をもって「styleone」の取扱いを終了し、旧マックスバリュ西日本と同じ「トップバリュ」へ移行・統一されている。
- マックスバリュ北陸株式会社 - 北陸4県（石川・福井・富山・新潟）の「マックスバリュ」を運営。
- マックスバリュ東海株式会社 - 静岡を中心に、中京圏3県（愛知・岐阜・三重）および神奈川（一部店舗を除く）、山梨、滋賀の「マックスバリュ」「マックスバリュエクスプレス」「マックスバリュグランド」を運営。前身はヤオハンジャパン（なお、ヤオハンの屋号はマックスバリュへの統一に伴い廃止となった）。
CFSコーポレーションのスーパーマーケット事業を引き継いだイオンキミサワ（2013年3月1日）と、三重を中心に「マックスバリュ」などを運営していたマックスバリュ中部（2019年9月1日）をそれぞれ吸収合併。2020年から、イオンキミサワから継承した「キミサワ」「ザ・コンボ」「キミサワグラッテ」、マックスバリュ中部から継承した「ミセススマート」が屋号変更や閉店を経て、「マックスバリュ」やその派生ブランドへ集約された。
- ミニストップ株式会社 - 関東や中部を中心に、コンビニエンスストア「ミニストップ」を展開する。
- イオンサヴール株式会社 - 日本での「ピカール」の展開のほかに、2014年11月から展開する総合スーパー内にコーナーとして出店する業態「Petit Picard」も運営している。
2016年4月、フランスを中心にイタリア・ベルギー・スウェーデン、スイスで展開している冷凍食品専門店「ピカール（Picard）」を運営するPicard Surgelés SAS社との契約に合意。同年6月付でイオン本社の完全子会社として設立。
- イオンマーケット株式会社 - 首都圏のスーパーマーケット「ピーコックストア」を展開。
2013年4月、J.フロント リテイリングから全株式を譲受け、完全子会社化。同時に、旧ピーコックストアから商号変更。なお、中部地方は一部店舗をマックスバリュ中部（現：マックスバリュ東海）に譲渡、近畿地方も光洋に承継した（後述）。
- 株式会社ダイエー - 総合スーパー「ダイエー」や食品スーパー「イオンフードスタイル」「グルメシティ」「フーディアム」を運営[5]。
経営再建の過程で2007年3月、イオン本社や丸紅との資本業務提携。これに伴い、プライベートブランド「トップバリュ」を導入。2013年8月付でイオン本社の連結子会社となり、名実ともにイオングループ入りした（2015年1月付で完全子会社化）。2015年3月、子会社のグルメシティ関東とグルメシティ近畿を吸収合併し食品スーパーの運営を一体化。翌月からはSM・DS事業となった。
2015年9月に北海道・愛知・九州の店舗がイオン地域子会社へ、2016年3月に宮城・山梨および関東・関西の一部店舗をイオンリテールへ順次譲渡したことで、運営エリアが南関東と近畿に縮小した。
なお、2019年3月、山陽マルナカから大阪・奈良・兵庫の「マルナカ」一部店舗の運営を引き継ぐ。2021年12月1日に当該店舗はすべて「ダイエー」へ変更した
  - 株式会社光洋 - 大阪・兵庫・京都のスーパーマーケット「コーヨー」「マックスバリュ（一部店舗除く）」を運営。
2007年12月17日、創業家一族所有の同社株式が、イオン本社に譲渡されたことに伴いグループ入り。2008年7月21日、イオン本社から京阪神地域の「マックスバリュ」を承継。2020年3月1日、ダイエーの完全子会社となった。なお、2016年3月にイオンマーケットから大阪と兵庫の店舗の運営を継承した「ピーコックストア」は改装に伴う他の店舗ブランドへの変更や閉店により2024年2月をもって運営を終了した。
- ビオセボン・ジャポン株式会社 - 2016年6月、フランスを中心に欧州でオーガニックスーパーマーケット事業を担うMarne & Finance Europe社との折半出資により設立。
- まいばすけっと株式会社 - 都市小型食品スーパーマーケット「まいばすけっと」の運営。2012年1月、イオンリテールから東京・神奈川の「まいばすけっと」の運営を承継。
- 株式会社ベルク - 埼玉を中心に、スーパーマーケットを展開する。
資本業務提携によりイオン本社が筆頭株主となり、後に持分法適用関連会社となる。

### DS（ディスカウントストア）事業
- イオンビッグ株式会社 - 中部地方および宮城、福島、栃木、神奈川、滋賀、奈良の「ザ・ビッグ」を運営。
マックスバリュ中部（2019年6月1日）とマックスバリュ東海（同年7月1日）の店舗をそれぞれ譲受け。2021年6月1日にマックスバリュ長野を、2024年3月1日にマックスバリュ南東北を順次吸収合併し営業エリアを拡大した。
- 株式会社ビッグ・エー - 関東地方にて小型ディスカウントストアを展開する。
かつてはダイエーの子会社であったが、2019年2月付でイオン本社の子会社となった。2016年3月にビッグ・エー関西と合併したものの、2017年8月をもって近畿地方から撤退した。2021年3月、同じくイオングループでディスカウントストアを展開するアコレと経営統合し、同社の店舗事業を引き継いだ。

### ヘルス&ウエルネス事業
この項目はドラッグストアも含まれる。ドラックストアに関してはハピコムを参照のこと。ただし、コクミンとププレひまわりはハピコム非加盟企業のため本項で記す。
- イオンボディ株式会社 - 美容関係の食品、化粧品、アロマ関連を展開する。イオンフォレスト（現：ザボディショップジャパン）との共同出資により設立[6]。
- イオンレーヴコスメ -フランスのボタニカルビューティーブランド「YVES ROCHER（イブ・ロシェ）」の日本における販売を行う。
2019年8月、ウエルシアホールディングスとの合弁会社として設立（出資比率はイオン70%、ウエルシアHD30%）。
- 株式会社コクミン - 近畿・関東を中心に、山陰、九州北部及び北海道・福島・愛知に展開するドラッグストア。
ドラッグストア連合の一つである「WINグループ」に加盟していた。しかし2022年6月、ウエルシアHDとの資本業務提携を経て、グループ入りした。
- コスメーム株式会社 - これまでブランド毎の対面式販売が多かった世界中のコスメティックブランドを一堂に集め、納得するまでさまざまなブランドを比較・試用しながら購入できる日本初の化粧品専門店である。
2011年8月、イオン本社の完全子会社として設立。同年11月付でイオンレイクタウン内に1号店をオープン。
- 株式会社ププレひまわり - 中国・四国地方（山口と高知を除く）及び姫路市にてドラッグストア「スーパードラッグひまわり」・「フード&ドラッグひまわり」・「Pupule（ププレ）」・「SURPLUS（サプラス）」を展開する。
2021年12月、ウエルシアHDとの資本業務提携を経て、グループ入りした。
- 株式会社MASAYA - 岡山を中心に、西日本と関東地方に化粧品専門店「COLOR STUDIO」と「MASAYA」を展開。2018年12月、ウエルシアHDによる子会社化に伴い、グループ入りした。

### 総合金融事業

#### 日本国内
- イオンフィナンシャルサービス株式会社 - 旧イオンクレジットサービス（初代）。2023年6月、イオンクレジットサービス（2代）を合併し同社のクレジットカード以外の権利業務を承継した。
  - AFSコーポレーション - 2019年4月1日設立。銀行グループを統括する中間持株会社（金融持株会社）。
    - 株式会社イオン銀行 - 2007年開業の銀行。流通業からの銀行業参入は、セブン銀行に続く2例目。
2013年1月、イオンクレジットサービス（初代）の完全子会社となる。同年4月には、同社のクレジットカードに関する権利義務（「イオンカード」の発行など）を承継した。
    - イオン住宅ローンサービス株式会社 - 住宅ローン事業。前身は、かつて東芝のグループ会社であった東芝住宅ローンサービス。
2012年1月、旧東芝住宅ローンサービスの株式につきイオンクレジットサービス（2代）が51%、イオン銀行が49%とそれぞれ取得しグループ入り。同年4月付で現社名に変更した。

  - イオン保険サービス株式会社 -「イオンのほけん相談」ブランドで個人向けの来店型保険ショップやWebサイトの運営、法人向け保険商品の提案を行う。
  - イオン少額短期保険株式会社 - 少額短期保険事業。
  - エー・シー・エス債権管理回収株式会社 - 債権管理回収業に関する特別措置法に基づく債権回収業の許可を受け事業を行う債権回収会社。
イオンクレジットサービス（初代）の債権管理事業部門を承継し発足。
  - ACSリース株式会社 - リテール分野に主力を置くリース事業会社。
2015年11月、イオンクレジットサービス（2代）の100%出資により設立。その翌月にはダイエーグループの日本流通リースのリース事業を承継し開業。2023年6月、イオンフィナンシャルサービスの子会社となった。
  - フェリカポケットマーケティング株式会社 - ソニー（初代。現：ソニーグループ）の開発した非接触ICカード技術「Felica」を活用した地域活性事業や、マーケティングソリューションの提供などを行う。
2008年1月、ソニー（初代）、大日本印刷、ぐるなび、丹青社の共同出資により設立。2014年3月、イオン本社とイオンフィナンシャルサービスの連結子会社化。なお、イオングループ入り後も、ソニーグループと大日本印刷による出資は引き続き行われている。
- イオンリート投資法人 - 2012年3月設立。イオングループの大型商業施設を対象とした不動産投資信託の運営。
- 日本都市ファンド投資法人 - 旧日本リテールファンド投資法人。イオングループのショッピングセンターを対象とした不動産投資信託を運営。※設立時の出資母体は三菱商事とUBS Group。

#### 日本国外
香港
- AEON CREDIT SERVICE（ASIA） Co., Ltd. - 香港でのクレジット事業などを展開。
- AEON Financial Service（Hong Kong）Co., Ltd.

 タイ
- AEON THANA SHINSAP（THAILAND） PCL. - タイでのクレジット事業などを展開。

 マレーシア
- AEON CREDIT SERVICE（Malaysia）BERHAD. - マレーシアでのクレジット事業などを展開。

### ディベロッパー事業
- イオンモール株式会社 - 旧イオン興産。ショッピングセンターを展開・管理運営。
2007年8月、同業で三菱商事傘下のダイヤモンドシティを合併。2021年3月には連結子会社のOPA（初代）を吸収合併し、OPA（2代）へ承継された店舗を除く「オーパ」と「ビブレ」の運営を、2025年3月1日には「横浜ワールドポーターズ」の管理・運営及び開発を担っていた横浜インポートマートを吸収合併し、同施設の運営をそれぞれ引き継いだ[7]。
  - 株式会社OPA（2代）- 2021年3月設立。ファッションビルなどの開発・運営。
かつてはダイエーの子会社だったが、2016年3月付でイオンモールの完全子会社となる。また、イオンリテールの（小売を除く）ビブレ・フォーラス事業本部を統合し「ビブレ」と「フォーラス」の運営を引き継ぐ。2021年3月、初代法人の「オーパ」5店舗（高崎・新百合丘・三宮・三宮2・キャナルシティ）、横浜ビブレ、「フォーラス」2店舗の計8店舗の運営を承継した。
- イオンタウン株式会社 - 旧ロック開発。イオングループの不動産開発会社。かつてはイオングループと大和ハウス工業との合弁会社であったが、2011年8月末にイオン本社の完全子会社となる。同年9月1日に現社名へ変更。

### サービス・専門店事業

#### サービス事業
- イオンディライト株式会社 - イオングループの総合ファシリティマネジメントサービス事業。
2006年、マイカルグループのジャパンメンテナンスとイオンテクノサービスの合併により発足。また2010年9月、チェルトを吸収合併。従来からのビルメンテナンス事業に加え、チェルトが行っていたバックオフィス業務も手掛けるようになった。
  - イオンディライトアカデミー - 旧ジャパンメンテナンスアカデミー。職業訓練業、滋賀県長浜市に研修場を持つ。
  - イオンディライトセキュリティ - 旧ジャパンメンテナンスセキュリティ。警備業。
  - 環境整備株式会社 - 設備管理、清掃管理、警備、建設施工など。
  - イオンコンパス株式会社 - 旧ジャスベル。中部圏を中心に展開するイオングループ向けの旅行代理店。
2012年10月、第三者割当増資を引受け、子会社化。
  - 株式会社白青舎 - 総合ビルメンテナンス業。
  - 株式会社アスクメンテナンス - 総合ビルメンテナンス業。
- 株式会社イオンファンタジー - 全国のイオンSCにモーリーファンタジー（ゲームセンター）を展開。
マイカル（現：イオンリテール）の子会社であったマイカルクリエイト（2006年8月21日）とダイエーの子会社であったファンフィールド（2015年6月1日）をそれぞれ合併した。
- 株式会社イオンイーハート - 旧グルメドール。イオングループの外食産業事業。2006年8月21日、マイカルイストを吸収合併。
- イオンエンターテイメント株式会社 - 旧ワーナー・マイカル。イオングループの複合映画館（シネマコンプレックス）事業。
「イオンシネマ」を展開していたイオンシネマズ、タイム・ワーナーグループとマイカルとの合弁会社として設立。2013年2月28日、イオン本社の完全子会社となる。同年7月1日、イオンシネマズを吸収合併の上で現社名に変更、劇場名は「イオンシネマ」に統一された。
統合により、旧「イオンシネマ」の計13か所に、旧「ワーナー・マイカル・シネマズ」の計61か所が合流したことで74か所となり、劇場数・スクリーン数において最多規模となるシネマコンプレックスとなった。また、旧ワーナー・マイカルからの流れで映画作品の配給も行っている。
- イオンカルチャー株式会社 - カルチャー教室「イオンカルチャークラブ」の運営。2013年10月25日設立。
同年12月1日、未来屋書店とイオンリテールの各カルチャー教室の運営事業を承継。店舗名は、すべて「イオンカルチャークラブ」に統一されている。
- イオンライフ株式会社 - 葬祭業、終活サポート事業。2014年5月設立。同年9月にイオンリテールから「イオンのお葬式」で展開していた葬祭事業を承継。
- リフォームスタジオ株式会社 - ファッションリフォームサービスを行う「マジックミシン」、靴やバッグのリペア・クリーニングや合鍵作成、傘修理、包丁研ぎ・まな板削りなどのサービスを行う「ミスタークラフトマン」を展開。
- アクティア株式会社 - 家事支援サービス事業。2020年2月4日、カジタクから家事支援事業を承継。2023年9月付でイオンリテールの子会社化となる。

#### 専門店事業
- 株式会社キャンドゥ - 全国に100円ショップ「Can★Do」を展開。2度にわたって行われたTOBや資産管理会社の発行済み株式の取得を経て、2022年1月5日付でイオン本社の連結子会社となる。
- 株式会社コックス - カジュアルファッションの衣料専門店。2010年8月、ブルーグラスを吸収合併。
- 株式会社ジーフット - 旧ツルヤ靴店。全国に靴専門店「アスビー（ASBee）」などを展開。2009年2月、ニューステップを合併し現社名に変更。
  - 株式会社プレステージシューズ - 紳士革靴専門店「トレーディングポスト」の運営などを行う。2017年2月、ジーフットの100%子会社として設立。
- イオンペット株式会社 - 旧ペットシティ。ペットショップ「イオンペット」および動物病院「イオン動物病院」の運営。2012年2月、AHBインターナショナルを合併し現社名に変更。合併に際し、ペットショップや動物病院は上記ブランドに統一。
- ブランシェス株式会社 - 子供服と婦人衣料の専門店「ブランシェス」を運営。2009年1月設立。
- 株式会社未来屋書店 - 全国に書籍専門店「未来屋書店」「ミライア」「アシーネ」を展開。2015年9月、ダイエーの子会社であったアシーネを吸収合併。
- 株式会社メガスポーツ - 全国に大型スポーツ用品専門店を展開。2025年2月に店舗ブランドを「スポーツオーソリティ」から社名と同じ「メガスポーツ」へ変更した。
- メガペトロ株式会社 - ガソリンスタンド事業。三菱商事および三菱商事エネルギーとの合弁事業。
- 株式会社R.O.U - 関東から九州の一部地域にて生活雑貨専門店を展開している。2015年3月、イオンリテールのR.O.U事業を分社化し発足。

### 国際事業

#### 中国
- AEON (CHINA) Co., Ltd. - 2011年12月設立。2012年3月に中国におけるグループ会社を統轄・支援する「イオングループ中国本社」の中枢企業として営業を開始。
- AEON Stores (HongKong) Co., Ltd. - 1985年12月設立。所在地は香港。1994年2月、香港証券取引所に上場（SEHK: 984）。翌年12月、中国広東省現地企業との合弁会社を設立。両地域にて総合スーパー（GMS）事業や10香港ドル均一ショップなどを展開している。
- AEON EAST CHINA (SUZHOU) Co., Ltd. - 2013年5月設立。
- AEON (HUBEI) Co., Ltd. - 2013年3月設立。
- AEON South China Co., Ltd. - 2009年9月3日付で深圳イオンがイオンチャイナを吸収合併し商号変更。
- BEIJING AEON CO., LTD.
- GUANGDONG AEON TEEM CO., LTD. - 2013年3月1日付で広東ジャスコチームストアーズから商号変更。
- QINGDAO AEON DONGTAI CO., LTD.

#### アセアン
マレーシア
- AEON ASIA - 2011年11月設立。2012年11月、アセアン内におけるグループ会社を統轄・支援する「イオングループアセアン本社」の中枢企業として営業を開始。
- AEON CO. (Malaysia) BHD. - 1984年9月設立。クアラルンプール証券取引所上場。ショッピングモール「イオンモール・クチン・セントラル」のほか、「マックスバリュ」や「ダイソー」、ヘルスビューティーストア等を運営。
- AEON BIG (Malaysia) SDN. BHD. - 2012年10月31日、カルフールマレーシア[8]の全株式を取得。取得後、現社名に変更した。
- AEON INDEX LIVING SDN.BHD. - 2013年にイオンマレーシアとタイで家具やインテリアなどのホームリビング事業を展開するインデックスリビングモールが共同で設立した合弁会社。

 カンボジア
- AEON (CAMBODIA) Co., Ltd.

 ミャンマー
- AEON ORANGE Co., Ltd.

 タイ
- AEON (Thailand) Co., Ltd. - 1984年12月、サイアムジャスコとして設立（2007年8月付で現社名に変更）。SM事業およびNSCの経営。

 ベトナム
- AEON VIETNAM Co., Ltd. - 2011年10月設立。GMS事業およびショッピングセンターの開発などを行う。
- DONG HONG Investment Development Consultancy Joint Stock Co., Ltd. - ホーチミン市を中心に、最大規模のスーパーマーケット「Citimart」を展開する。2014年1月、資本業務提携契約を締結、グループ入りした。

 インドネシア
- PT.AEON INDONESIA

### 機能会社・その他

#### 日本国内
- アビリティーズジャスコ株式会社 - 特例子会社。障がい者向けの就労支援（就労移行支援・就労定着支援）サービスを行う。かつては「スクラム」の店舗ブランドで小売業も行っていたが、2023年10月の閉店に伴って事業撤退している。
- イオンアイビス株式会社 - 2009年8月21日設立。イオンリテールのバックオフィス業務におけるシェアードサービスセンター、並びにITシステムサービスを分社化。同社のシェアードサービスセンターはイオングループ20社から受託しており、日本屈指の規模を誇る。
- イオンアグリ創造株式会社 - 2009年7月10日設立。農地発プライベートブランドの提供を行う。
- イオングローバルSCM株式会社 - 2007年5月21日設立、同年8月21日付でイオン本社からの事業譲渡にて事業開始。物流センターの運営・管理など、物流に関する業務を担当。
- イオン・シグナ・スポーツ・ユナイテッド株式会社 - 2020年1月10日、スポーツECプラットフォームを展開するシグナ・スポーツ・ユナイテッド社（ドイツ）との折半出資で設立（同年6月1日、事業開始）。日本初となるオンラインによるスポンサードカスタムユニフォームサービス「Outfitter（アウトフィッター）」を手始めに、スポーツECサービス事業を展開する。
- イオンスマートテクノロジー株式会社 - 情報システムサービス、並びにスマートフォン向けポータルアプリ「iAEON（アイイオン）」の開発・運営を担当。2022年4月26日、イオンドットコムのイオングループ向けEコマースポータルサイト「AEON.com」の運営を承継。
- イオントップバリュ株式会社（2代）- プライベートブランド「トップバリュ」の商品企画・開発、販売促進を担当。2008年9月30日より、ダイエーへ共同出資を行うことに伴い、丸紅も15%出資している。2013年9月1日、開発輸入の専門商社であるアイクが初代法人を合併し、イオントップバリュ（2代）に商号変更した（いわゆる、逆さ合併による統合）。
- イオンネクスト株式会社 - AIやロボティクス機能を導入した日本初の顧客フルフィルメントセンターを物流拠点とするオンラインマーケット「Green Beans（グリーンビーンズ）」を展開。2019年12月、事業立上に向けた準備会社として設立。2023年、現社名に変更。同年7月付で「Green Beans」をグランドオープン（本格的な事業展開の開始）。
- イオンフードサプライ - 旧フードサプライジャスコ。イオングループの畜産・水産・惣菜商品の製造加工および農産・加工商品・非加工商品の配送。2010年8月、現社名へ変更。
- イオンマーケティング株式会社 - クラブサポート・モバイル・マーケティング事業。2009年7月24日、イオン本社、イオンクレジットサービス、NTTドコモの合弁会社として設立。
- コルドンヴェール株式会社（イオン本社51%、やまや49%）- ワインを中心とした専門輸入商社。
- 株式会社生活品質科学研究所 - 旧品質管理センター。イオングループの商品の品質審査・検査を行う機関。2006年9月1日、マイカル商品研究所を合併。
- 株式会社やまや - 酒類・食品の小売店チェーン。イオン本社の持分法適用関連会社。
  - やまや東日本株式会社 - 旧やまや北陸。東日本地域にて「酒のやまや」を運営する。2012年8月、やまやの完全子会社として設立。2019年6月に現社名に変更。同年10月、やまや及びやまや関西の店舗運営事業を承継（やまや関西からは2店舗を承継）。
  - やまや関西株式会社 - 旧楽市。やまやの完全子会社。2010年1月、スピードを吸収合併し商号変更。かつての屋号であった「酒の楽市」や「スピード」は、「酒のやまや」へ統一した。2018年4月、やまや（親会社）から西日本地域の店舗を譲受する一方、2019年10月、2店舗をやまや東日本へ承継したことにより（前述）、西日本エリアの「酒のやまや」を管轄することとなった。
  - チムニー株式会社 - 居酒屋「チムニー」などを展開。2013年12月、やまやの子会社となる。
  - 株式会社つぼ八 - 都市型居酒屋「つぼ八」などを展開。2018年11月30日、やまや及び同社子会社のチムニーが共同で株式を取得したことにより、やまやの連結子会社となった。
- イオン商品調達株式会社（2代）- 2020年5月設立。同年11月1日、イオンリテールのグループ商品調達機能を承継。約5年5か月ぶりに再始動した。
- AEON Demonstration Service, Inc.（日本）- イオングループ店舗への試食・推奨販売スタッフを派遣するデモンストレーション事業を展開。Daymon Worldwide Inc.（アメリカ）との合弁会社（Daymon社60%、イオン本社40%）でありイオンの持分法適用関連会社となる。

#### 日本国外
中国
- AEON TOPVALU（CHINA） Co., Ltd.

 香港
- AEON TOPVALU（HONG KONG）Co., Ltd.

 タイ
- AEON TOPVALU（THAILAND）Co., Ltd.

 ベトナム
- AEON TOPVALU VIETNAM Co., Ltd.

 タスマニア
- Tasmania Feedlot Pty. Ltd. - フィードロットや牧場の経営。

#### グループと関わりのある企業
一時期、下記2社と業務・資本提携を行い、メガマートを共同運営していた。
- ケーヨー - 千葉を中心としたホームセンターチェーン。イオンカードが使える店舗。
- DCMホーマック（旧：石黒ホーマ） - 北海道・東北・関東に展開。かつてはイオングループに加入していたが、2021年3月に他のグループ企業との統合により発足したDCMの店舗ブランドの一つとなり、2022年9月に店舗ブランドも「DCM」として統合された。PB商品も「トップバリュ」から「DCM BRAND（旧快適上手）」に変更するなど独立色が強い。なお、イオン本社は、現在もDCMホールディングスへ出資しており、同社の主要株主となっている。また2017年には上記のケーヨーと資本・業務提携を結んでいる。

#### 以前グループに存在していた企業
- ダイヤモンドシティ - イオングループの不動産デベロッパ。三菱商事との共同出資だったが、TOBによりイオン本社の子会社を経て、2007年8月21日付でイオンモールに吸収合併。ショッピングセンター内のスポーツクラブ事業「コムズ」はグンゼに売却。
- ジャスコオークワ - ジャスコ（当時）とオークワとの合弁事業。和歌山において大型ショッピングセンターを数店舗運営していたが、2000年に解散。
- ジャスコカーライフ/オートラマライフ - かつて存在した自動車ディーラー。2000年2月付で事業撤退（完全閉鎖、若しくは他企業へ売却）。2020年現在、「フォード信州（旧フォードライフ信州）」「フォードライフ中部」「フォードライフ兵庫」は他企業によって営業を継続している。
- イオン商品調達（初代）- 2007年5月21日設立。同年8月21日、イオン本社からの事業譲渡にて事業開始。食品・生活用品の商品調達や素材調達を担当していた。2009年2月、一般用医薬品などの「ウエルシア」ブランド（現：「ハピコム」ブランド）を手掛けていたイオンウエルシアを吸収合併。2015年6月1日、イオンリテールに事実上統合され解散した。現在のイオン商品調達は、2代目法人（前述）。
- ジャスフォート - ジャスコ（当時）のDPEショップ事業を分社化。その後、株式上場するも平成不況のあおりで経営悪化。これにより、ジャスコはDPE事業からの全面撤退を表明、富士写真フイルム（現：富士フイルムホールディングス）の連結子会社（上場廃止）となった。また、店舗数や人員も減らすなどリストラ計画も断行した。「カメラのキタムラ」による買収を経て（2007年3月）、2009年1月付で同社に吸収合併され消滅。屋号の「SNAPS!」もまた、2009年4月付で「カメラのキタムラ」に統一された。
- レッドロブスタージャパン - 2002年2月20日、レインズインターナショナル（初代）に全株式を売却。
- 橘ジャスコ - 1976年、橘百貨店が会社更生法を適用していたため、そのスポンサー企業として設立。1982年、橘百貨店の会社更生計画終結に伴い、橘百貨店と合併。
  - 橘百貨店 - 1982年、同社の会社更生計画終結に伴い、橘ジャスコと合併（上記）。2007年11月1日、クアトロエクゼキューションズによる買収に伴いグループ離脱。
- ボンベルタ伊勢甚 - 2005年、日立店の閉店に伴い全店舗閉鎖。
- イオンマルシェ - 旧カルフールジャパン。フランスの流通大手カルフールS.A.の日本法人として設立。2005年のイオングループ入り後、「カルフール」を業態転換した大型スーパー「イオン」を運営していた。2010年3月9日、ライセンス契約満了をもって「カルフール」ブランドは日本から消滅した。2010年12月1日付でイオンリテールに合併され解散。
- マイカル - 2001年に経営破綻したものの、イオングループの全面的な支援により再建を果たした（2005年12月31日）。2011年3月1日付けでイオンリテールに合併され解散。「ビブレ」の運営もイオンリテールに引き継がれた。
- ローラアシュレイジャパン - 英国の「ローラ アシュレイ」ブランド用品専門店。日本国内だけでなくアジア諸国にも展開していたが、マスターライセンス契約満了に伴い2018年2月をもって「ローラ アシュレイ」事業を終了。その後、日本とアジア諸国の全事業を担う日本法人としてローラ アシュレイ ジャパンカンパニーが設立され、マスターライセンス契約を伊藤忠商事が引き継ぎ、更にはワールドグループが伊藤忠商事とサブライセンス契約を締結。2021年に直営店が新規オープンしたことで、約3年ぶりに日本での「ローラ アシュレイ」の展開を再開している。
- ツヴァイ - 結婚紹介サービス事業。事業ポートフェリオの見直しに伴い、2020年3月11日、イオン本社とIBJとの間で全株式の譲渡に合意し、公開買付応募契約を締結。TOBを経て、2020年4月30日付でIBJの子会社となった。
- タルボットジャパン - 婦人服や服飾小物などを扱う「タルボット」の店舗ならびにEコマース事業を展開していた。グループ企業における戦略的整理・統廃合に伴い、2020年5月末をもって同社による店舗運営を含めた事業を終了した。
- イオンフォレスト - マスターフランチャイズ契約により日本国内における「ザ・ボディショップ」の運営ならびにフランチャイズを展開。事業ポートフェリオの見直しとマスターフランチャイズ契約の契約期間満了のタイミングで、2020年10月1日付でイギリスのザ・ボディショップ・インターナショナル・リミテッド社へ全株式を譲渡。社名をザボディショップジャパンへ変更され、同社の日本法人の位置づけとなった。
- クレアーズ日本 - イオングループのアクセサリー・雑貨専門店。クレアーズUSAとの共同事業。グループ企業における戦略的整理・統廃合に伴い、2020年10月末をもって同社による店舗運営を含めた事業を終了した。
- 大阪デリカ・花園食品工業 - イズミヤと合弁の関西地区における惣菜・弁当・寿司・和菓子などの加工食品の製造・販売。2003年7月にイズミヤに譲渡（現：阪急デリカアイ）。
- 友隣 - イズミヤと合弁の関西地区における物流企業。イズミヤに譲渡。
- タカキュー - 紳士服、婦人服専門店。2024年1月、地域経済活性化支援機構による支援決定に伴い、イオン本社との資本業務提携を解消（※イオン本社が保有している株式の取扱いについては未定）。
- ボンベルタ百貨店 - イオングループの百貨店事業。千葉県成田市の「ボンベルタ成田」を運営していた。2024年2月29日にボンベルタ成田が閉店（同年7月19日に「そよら成田ニュータウン」へリニューアル）、同年3月1日付で法人格もイオンリテールに吸収合併されて消滅。これによりイオングループは百貨店事業から撤退した。
- イオンプロダクトファイナンス - 信用保証・信用購入あっせん・保証業務・債権買取・集金および支払代行事業。2024年3月25日付でイオンフィナンシャルサービスが保有していた全株式をオリエントコーポレーションに譲渡。同時にオリコプロダクトファイナンスへ商号変更された。
- イオン・アリアンツ生命保険 - 生命保険事業。旧アリアンツ生命保険の契約者向けサポートや金融機関取扱いローンにおける団体信用生命保険に加え、2021年11月からは代理店を通じた個人向け終身医療保険の販売も行っていた（2025年6月末をもって新規販売を停止）。2020年3月、アリアンツグループ（ドイツ）の日本法人であったアリアンツ生命保険の第三者割当増資をイオンフィナンシャルサービスが引受け、同社を連結子会社化。同年5月に現社名へ変更。2025年7月1日付で株式の大半を明治安田生命保険へ譲渡され、明治安田のグループ会社となった。

### 環境・社会貢献活動
- 公益財団法人イオンワンパーセントクラブ - 1989年に設立。財団に参加するイオングループ各社から税引前利益の1%分を拠出し、「環境保全」・「国際的な文化・人材交流、人材育成」・「地域の文化・社会の復興」の3つの柱を中心に、災害復興支援や募金活動など多岐にわたり活動する。
- 公益財団法人岡田文化財団 - 1979年に設立。三重県における芸術・文化の発展と振興を目的とする。パラミタミュージアムを運営。
- 公益財団法人イオン環境財団 - 1990年にイオングループが設立した財団。基本理念は「平和の追求・人間尊重・地域に貢献」。